# José Cruz Herrera

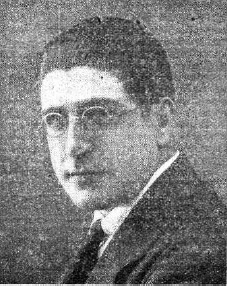
José Cruz Herrera (1915)

José Cruz Herrera (La Línea de la Concepción, 1 oktober 1890 - Casablanca, 11 augustus 1972) was een Spaans kunstschilder.
Cruz Herrera was afkomstig uit Andalusië en studeerde succesvol af aan de Koninklijke Academie San Fernando in Madrid. In de jaren 1920 maakte hij een eerste reis naar Marokko en hij zou zich daar uiteindelijk ook vestigen. Wars van de moderne stromingen schilderde hij in de stijl van de gouden eeuw van de Spaanse schilderkunst, met name van Velazquez. Hij schilderde vooral sensuele vrouwen, in Andalusische of oriëntaalse klederdracht.

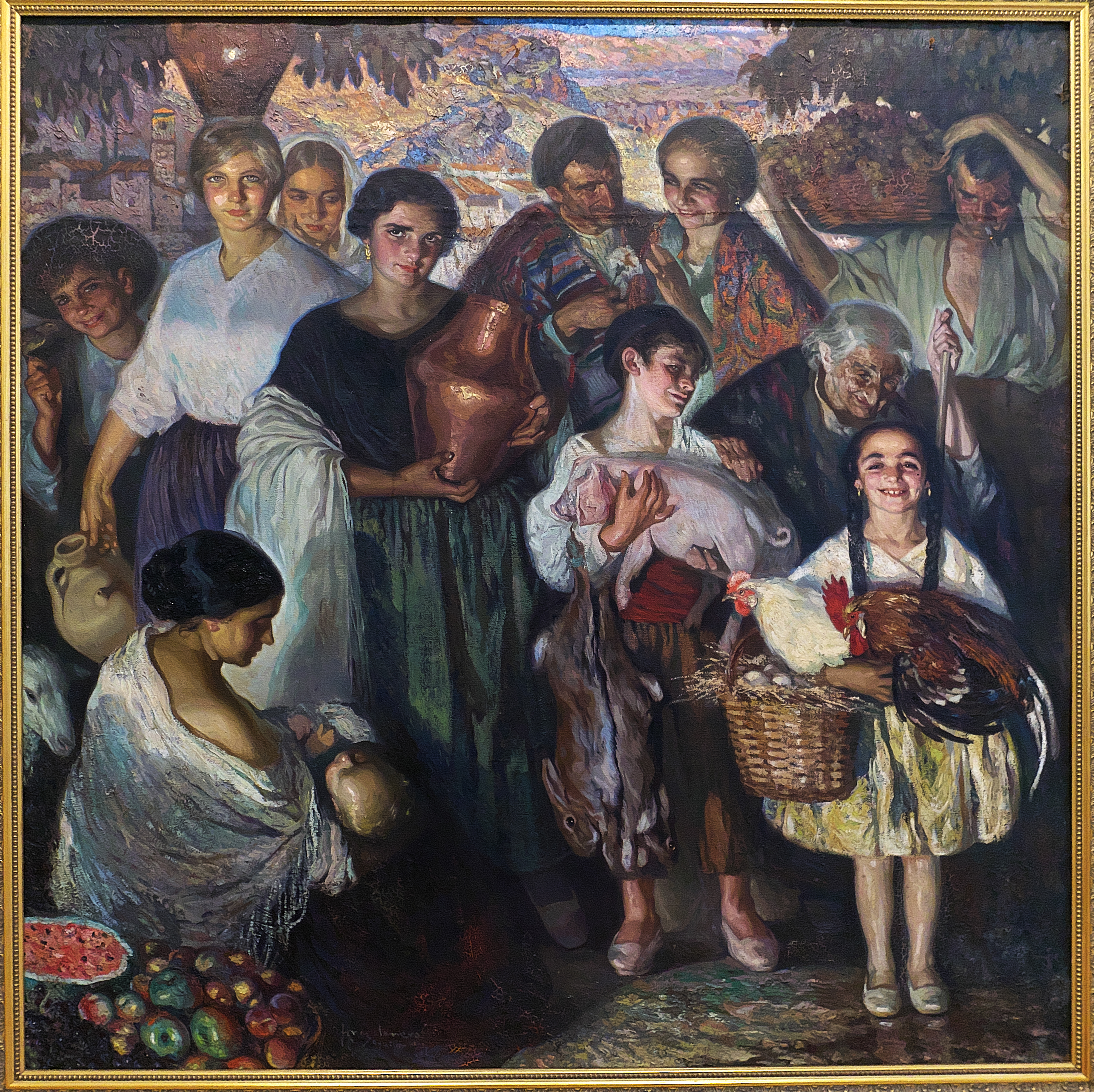
Al mercado ("Op de markt")

- Biblioteca Nacional de España: XX898617
- Bibliothèque nationale de France: cb12220752c (data)
- Gemeinsame Normdatei: 1054150591
- International Standard Name Identifier: 0000 0000 6639 1279
- Library of Congress Control Number: n93053739
- RKD-Nederlands Instituut voor Kunstgeschiedenis: 130083
- Union List of Artist Names: 500035859
- Virtual International Authority File: 41051397
- WorldCat: E39PBJqk6txh4MkF8gK3RRy8G3